# Чантьяльский язык
Чантьяльский язык (Chantel, Chantel Kham, Chentel, Chhantel, Chantyal, Khamkura) — сино-тибетский язык, на котором говорят примерно 2000 человек из 10 000 чантьяльцев в долине реки Кали-Гандаки округа Мьягди зоны Дхаулагири в Непале. Чантьяльский язык является членом тамангской группы (наряду с языками гурунг, манангба, нар-пху, таманг, тхакали) тибето-бирманской языковой семьи. Внутри группы он лексически и грамматически близок к языку тхакали.
Некоторые считают, что чантьяльский народ будет вытеснен в ближайшее время. Посторонние их расценивают как магар, но утверждают, что они произошли от народа тхакури (де-Сэлс, 1993). В их языке гораздо больше заимствованной лексики из непальского языка. Иногда чантьяльцы называют себя как кхамкура (как название кхамского языка), которые могут иметь общий смысл местного не-непальского диалекта.